# Nhà thờ Calvin ở Košice
Nhà thờ Calvin ở Košice (tiếng Slovakia: Kalvínsky kostol v Košice), còn được gọi là Nhà thờ Cải cách, là một nhà thờ được xây dựng theo phong cách kiến trúc Cổ điển, tọa lạc trên phố Hrnčiarská, nằm trong khu Phố cổ của thành phố Košice, Slovakia. Vào ngày 16 tháng 10 năm 1963, nhà thờ này được ghi danh vào Danh sách Di tích Trung ương theo quyết định của Bộ Văn hóa Cộng hòa Slovakia.

## Lịch sử
Việc xây dựng nhà thờ bắt đầu từ năm 1805 và hoàn thành vào năm 1811. Nhà thờ được thánh hiến một năm sau đó. Nhà thờ được xây dựng trên địa điểm trước đó từng tồn tại một nhà kho quân sự cao ba tầng. Ban đầu, nhà thờ không có tháp chuông. Tòa tháp chuông cao 27 mét đã được xây dựng thêm vào nhà thờ khi nhà thờ hơn 40 năm tuổi. Vào năm 1895, chiều cao của tháp chuông được nâng lên thành 40 mét.

## Miêu tả
Có thể nhìn thấy nhà thờ từ nhiều con phố khác nhau như Hlavná, Mlynská hoặc Hrnčiarska. Nhà thờ có thể chứa 800 người, tức là khoảng 1/5 tổng số người theo đạo Calvin sống trong thành phố. Nhà thờ được trang bị nội thất rất đơn giản, một trong những ngoại lệ là bục giảng theo trường phái Cổ điển có niên đại vào năm 1813.